# ГЕС Ла-Гранд-1
ГЕС Ла-Гранд-1 (фр. La Grande-1) — діюча гідроелектростанція на річці Ла-Гранд Бе-Джеймс, Квебек, Канада. Споруджена в рамках проекту Затока Джеймс. Власник — Hydro-Québec.
Спорудження відбувалось у 1989–1995 роках.
Типова руслова ГЕС з відносно невеликим напором (27,5 м), в машинному залі — 12 пропелерних гідроагрегатів. Потужність −1,436 MW . Площа водосховища — 70 км².